# Lista över fornlämningar i Eskilstuna kommun
Lista över fornlämningar i Eskilstuna kommun är en förteckning av ett urval av de fornlämningar som finns i Eskilstuna kommun.

## Barva
Se Lista över fornlämningar i Eskilstuna kommun (Barva)

## Eskilstuna
Se Lista över fornlämningar i Eskilstuna kommun (Eskilstuna)

## Gillberga
Se Lista över fornlämningar i Eskilstuna kommun (Gillberga)

## Hammarby
Se Lista över fornlämningar i Eskilstuna kommun (Hammarby)

## Husby-Rekarne
Se Lista över fornlämningar i Eskilstuna kommun (Husby-Rekarne)

## Jäder
Se Lista över fornlämningar i Eskilstuna kommun (Jäder)

## Kjula
Se Lista över fornlämningar i Eskilstuna kommun (Kjula)

## Lista
Se Lista över fornlämningar i Eskilstuna kommun (Lista)

## Näshulta
Se Lista över fornlämningar i Eskilstuna kommun (Näshulta)

## Råby-Rekarne
Se Lista över fornlämningar i Eskilstuna kommun (Råby-Rekarne)

## Stenkvista
Se Lista över fornlämningar i Eskilstuna kommun (Stenkvista)

## Sundby
Se Lista över fornlämningar i Eskilstuna kommun (Sundby)

## Torshälla
Se Lista över fornlämningar i Eskilstuna kommun (Torshälla)

## Tumbo
Se Lista över fornlämningar i Eskilstuna kommun (Tumbo)

## Vallby
Se Lista över fornlämningar i Eskilstuna kommun (Vallby)

## Västermo
Se Lista över fornlämningar i Eskilstuna kommun (Västermo)

## Ärla
Se Lista över fornlämningar i Eskilstuna kommun (Ärla)

## Öja
Se Lista över fornlämningar i Eskilstuna kommun (Öja)